# 李冰潔
李冰潔（2002年3月3日—），河北省保定市人，中华人民共和国女子游泳運動員，主攻自由泳項目。

## 生平
她於2017年世界游泳錦標賽游泳比賽上一舉奪下女子800公尺自由式銀牌、400公尺自由式銅牌和4×200公尺自由式接力銀牌，800公尺自由式的成績也創下亞洲紀錄。隨後在中華人民共和國第十三屆運動會上，又奪得四項自由式項目冠軍，並締造女子400公尺自由式和1500公尺自由式亞洲紀錄。
2018年8月，李冰洁、王简嘉禾、张雨涵、杨浚瑄参加雅加达亚运会女子4×200米自由泳比赛，以7分48秒61的成绩获得金牌。
2021年7月，她代表中国队参加2020东京奥运会，获得女子4×200米自由泳接力的金牌和400米自由泳的铜牌。
2022年5月3日被授予中国青年五四奖章。
2023年9月24日，摘得杭州亚运会游泳项目女子1500米自由泳金牌。

## 外部連結
- 李冰洁在FINA（英语）
- 李冰洁在SwimRankings.net（英语）
- 李冰洁在Olympics.com（英语）
- 李冰洁在Olympedia（英语）